# خودکشی با همکاری دیگران
خودکشی با همکاری دیگران (به انگلیسی: Assisted Suicide) یا خودکشی به کمک دیگران یا خودکشی مساعدت‌شده
 در واقع نوعی از اوتانازی است که در آن فردی به صورت داوطلبانه فرد یا افراد دیگری را در انجام عمل اوتانازی و خودکشی یاری می‌دهد. در اینجا یاری دادن ممکن است شامل تهیه کردن لوازم خودکشی (از جمله دارو و ابزار دیگر) یا هر عمل مرتبط دیگر باشد. در حال حاضر، در بیش از ۴۰ ایالت از ۵۰ ایالت آمریکا این کار غیرقانونی و جرم است.

## کمک برای بِه‌مرگی در جهان
سوئیسخودکشی کمکی در سوئیس قانونی است.
استرالیاخودکشی کمکی در استرالیا غیرقانونی است.
بلژیکخودکشی کمکی در بلژیک برای افراد بالغ دارای شرایط پزشکی ویژه، قانونی است.
ایالات متحده آمریکاخودکشی کمکی پزشکی در پنج ایالت کلرادو، اورگن (۱۹۹۴)، واشینگتن (۲۰۰۸)، ورمانت (۲۰۱۳) و کالیفرنیا (۲۰۱۶) قانونی است.

## در تلویزیون و سینما
- تو جک را نمی‌شناسی (۲۰۱۰)
- من پیش از تو (۲۰۱۶)
- مری آدم می‌کشد (۲۰۱۷–۲۰۱۹)